# Yoon Bo-ra
Yoon Bo-ra (윤보라?; Sud Jeolla, 30 dicembre 1989) è una cantante, rapper e attrice sudcoreana, membro del gruppo musicale Sistar e Sistar19.

## Biografia
Yoon Bo-ra nasce il 30 dicembre 1989 nella provincia del Sud Jeolla, in Corea del Sud. Ha frequentato la Myongji University, specializzandosi in musica, dove si è laureata nel febbraio 2015.

## Carriera

### Sistar

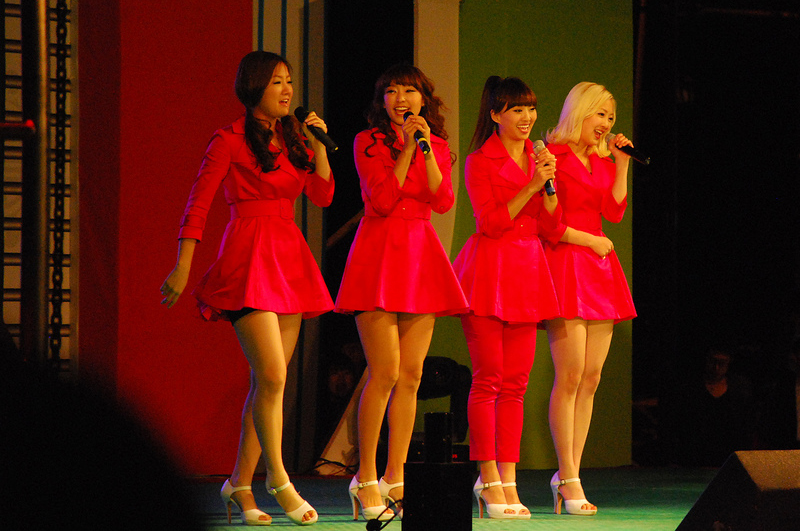
Le SISTAR nel 2010.

Nel giugno 2010, Yoon Bo-ra debuttò come membro delle SISTAR presentando il loro primo singolo, "Push Push". Un secondo singolo, "Shady Girl", venne pubblicato il 25 agosto 2010, realizzato in collaborazione con Kim Heechul, mentre a dicembre dello stesso anno, uscì il terzo "How Dare You": il brano omonimo si classificò al primo posto su varie classifiche musicali come MelOn, Mnet, Soribada, Bugs, Monkey3 e Daum Music, e fece vincere al gruppo il premio Music Bank.
Agli inizi del 2011, Yoon Bo-ra e Hyolyn formarono la sotto-unità Sistar19 con il singolo "Ma Boy", mentre ad agosto l'intero gruppo pubblicò il primo album So Cool. Ad aprile 2012 uscì l'EP Alone e giugno l'EP Loving U. Il 31 gennaio 2013, la sotto-unità SISTAR19 pubblicò il singolo "Gone Not Around Any Longer" che arrivò subito in cima alle classifiche, facendo vincere al duo due all-kill e guadagnando la prima posizione nella Billboard "Korea K-Pop Hot 100". L'11 giugno il gruppo pubblicò il secondo album in studio Give It to Me. Dopo un anno di pausa, in cui i membri si dedicarono ad attività individuali, il 21 luglio 2014 pubblicarono l'EP Touch & Move, mentre il 26 agosto l'EP Sweet & Sour.

### Attività da solista
Nell'ottobre 2011, entrò nel cast della seconda edizione del reality show Invincible Youth, dove fece parte del gruppo delle G8 insieme a Sunny e Hyoyeon delle Girls' Generation, Jiyoung delle Kara, Amber delle f(x), Suzy delle miss A, Woori delle Rainbow e Yewon delle Jewelry.
Ad ottobre 2012 apparve nel video musicale "Because I Like You" di Lee Seok-hun. A novembre dello stesso anno promosse e posò per il marchio Haemoramin.
Il 21 ottobre 2012, Yoon Bo-ra entrò a far parte del gruppo femminile Mystic White, insieme a Sunhwa delle Secret, Gayoon delle 4Minute, Lizzy delle After School e Jiyoung delle Kara, per un progetto benefico. Le cinque ragazze incisero il brano Mermaid Princess, che venne pubblicato il 26 dicembre.
Negli ultimi mesi del 2013 partecipò, con Tiffany delle Girls' Generation, la cantante Yoongun, l'attore Lee Jihoon, Kim Na-young, Boom, Lim Dongwook e Choo Miram, al programma televisivo Fashion King Korea. Il 21 dicembre 2013, Yoon Bo-ra vinse un Best Rookie Awards (Music Bank) al 2013 KBS Entertainment Awards insieme a John Park. A maggio 2014 interpretò il personaggio di Lee Chang-yi nella serie Doctor yibangin. Dal 25 ottobre 2013, conduce il programma musicale Music Bank al fianco di Park Seo-joon. Il 5 agosto 2014 presentò il programma radiofonico K.Will's Young Street, mentre nel 2015 presentò il programma sulla moda A Style for You con Kim Heechul, Hara e Lee Jooyeon.

## Discografia

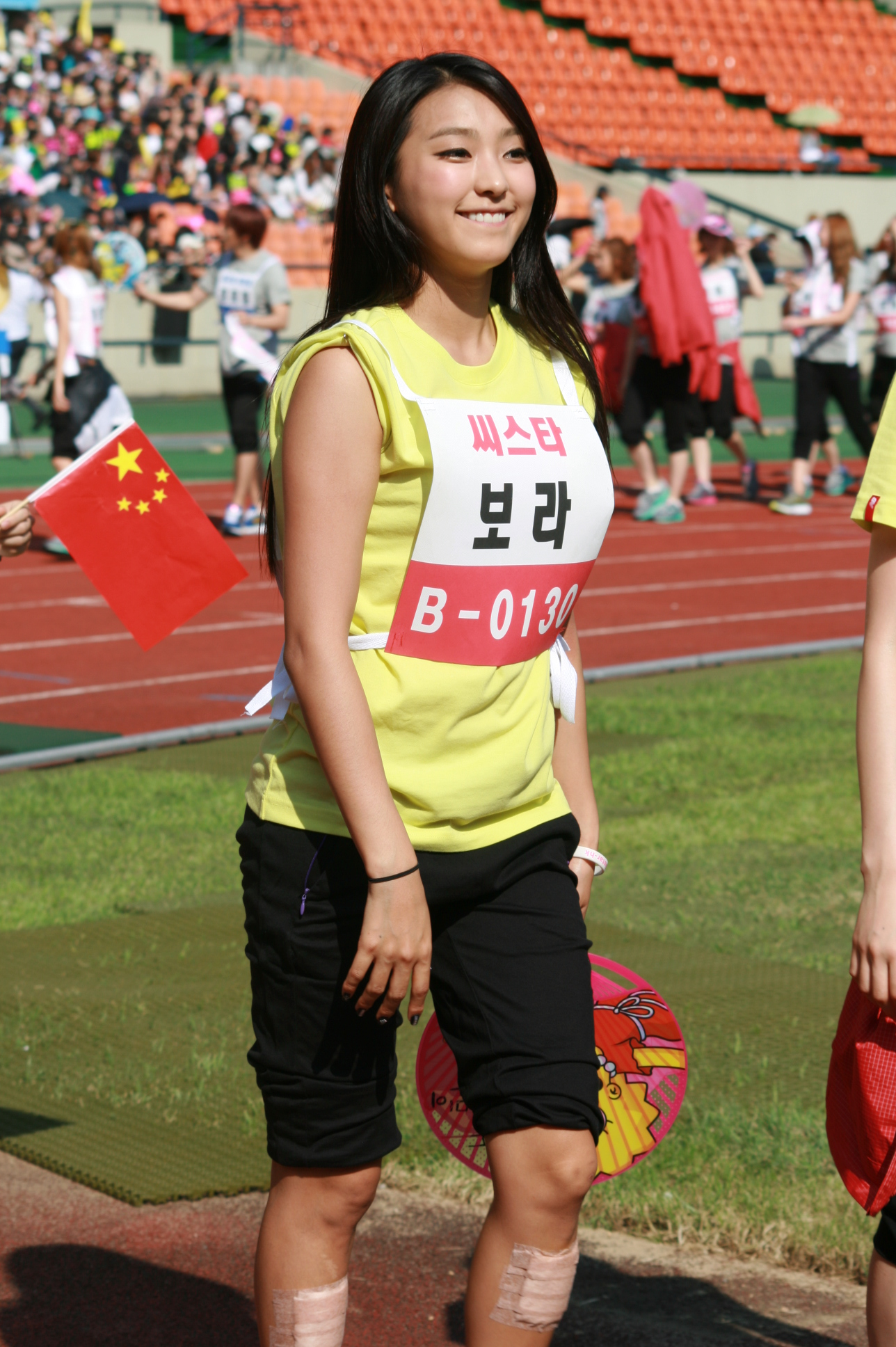
Yoon Bo-ra al Idol Athletics Championships nell'agosto 2011.

Di seguito, le opere di Yoon Bo-ra come solista. Per le opere con le Sistar e le Sistar19, si veda Discografia delle Sistar e Discografia delle Sistar19.

### Collaborazioni
- 2012 – Mermaid Princess (con Mystic White (Jiyoung, Sunhwa, Gayoon, Lizzy))
- 2013 – Bubble (con K.Will)

## Filmografia
- Family (패밀리) – serie TV, episodio 22 (2012)
- Doctor yibangin (닥터 이방인) – serie TV (2014)
- A Korean Odyssey – serial TV (2016-2017)
- Sunkist Family (썬키스 패밀리?), regia di Kim Ji-hye (2019)
- Chocolate (초콜릿?) – serie TV, 3 episodi (2019)

## Videografia
Oltre che nei videoclip delle Sistar e delle Sistar19, Yoon Bo-ra è apparsa anche nei seguenti video:
- 2011 – Boyfriend, videoclip del singolo dei Boyfriend
- 2012 – I Need You, videoclip di K.Will
- 2012 – Win The Day, videoclip del singolo di Team SIII (2PM, 4Minute, MBLAQ, miss A, Dal Shabet, Sistar, ZE:A, Nine Muses e B1A4)
- 2012 – Because I Like You, videoclip di Lee Seok-hun

## Riconoscimenti
Di seguito, i premi ricevuti solo da Yoon Bo-ra. Per i premi ricevuti insieme alle Sistar, si veda Premi e riconoscimenti delle Sistar.
- 2013 – KBS Entertainment Awards
  - Best Rookie Award (Music Bank)[38]